# Jimmy Wilson
Jimmy Wilson (San Diego, 30 luglio 1986) è un giocatore di football americano statunitense che ha militato nel ruolo di cornerback nella National Football League (NFL). Fu scelto nel corso del settimo giro (235º assoluto) del Draft NFL 2011 dai Miami Dolphins. Al college ha giocato a football all'Università del Montana.

## Carriera

### Miami Dolphins
Wilson fu scelto nel corso del giro del Draft 2011 dai Miami Dolphins. Nella sua stagione da rookie disputò 15 partite, una delle quali come titolare, mettendo a segno 16 tackle, un intercetto e 5 passaggi deviati. Nella stagione 2012 disputò altre 15 partite, di cui 4 come titolare, con 40 tackle e i primi due sack in carriera, una nella settimana 8 contro i New York Jets e l'altro due settimane dopo contro i Tennessee Titans.
Nella settimana 3 della stagione 2013, Wilson mise a segno un importante intercetto contro gli Atlanta Falcons, contribuendo a mantenere imbattuti i Dolphins. Il secondo lo fece registrare nel Monday Night Football della settimana 10 contro i Tampa Bay Buccaneers.

### San Diego Chargers
Il 13 marzo 2015 Wilson firmò un contratto biennale del valore di 4,85 milioni di dollari con i San Diego Chargers.

## Vita privata
Il 2 giugno 2007, Wilson sparò e uccise il fidanzato di sua zia, il ventinovenne Kevin Smoot da Lancaster (California). Wilson fu conseguentemente arrestato il 12 giugno 2007 con l'accusa di omidicio dallo Stato della California. Furono tenuti due processi: nel primo la giuria non riuscì ad ottenere un verdetto dopo una settimana di consultazioni mentre nel secondo, terminato il 9 luglio 2009, Wilson fu assolto dal giudice per legittima difesa.